# آنا تیموتیچ
 آنا تیموتیچ (صربی: Aнa Tимoтић؛ زادهٔ ۳۰ دسامبر ۱۹۸۲) یک تنیس‌باز اهل صربستان است.